# آخرالزمان (فیلم ۲۰۰۳)
آخرالزمان (انگلیسی: Latter Days) فیلمی آمریکایی در سبک رمانتیک و کمدی-درام، به کارگردانی سی. جی کاکس است که در سال ۲۰۰۳ منتشر شد. این نخستین فیلمی است که آشکارا به مسئلهٔ عدم پذیرش همجنس‌گرایی در کلیسای عیسی مسیح قدیسان آخرالزمان می‌پردازد. نمایش آخرالزمان در برخی از ایالت‌های آمریکا جنجال‌برانگیز بود و برخی گروه‌های مذهبی خواهان بایکوت آن شدند.

## خلاصهٔ داستان
داستان فیلم دربارهٔ رابطهٔ میان یک مبلغ مذهبی همجنس‌گرای مورمون به نام آرون دِیویس که گرایش جنسی‌اش را آشکار نکرده و همسایهٔ آشکارا همجنس‌گرایش به نام کریستین ویلیام مارکلی است. آرون که برای رواج مذهب مورمون‌ها از پوکاتلو، آیداهو به لس آنجلس آمده است با کریستین آشنا می‌شود که پسری اهل خوش‌گذرانی است. رابطهٔ آن‌ها فراز و نشیب‌هایی دارد. پس از آنکه آرون به سالت‌لیک‌سیتی برمی‌گردد و گرایش جنسی‌اش را آشکار می‌کند مادرش به او سیلی زده و از او می‌خواهد که برای بخشایش دعا کند. آرون از کلیسایی که زیر نظر پدرش است تکفیر می‌شود. او سپس دست به خودکشی می‌زند و …

## بازیگران
- مکس سندواس، در نقش آرون، یک مبلغ مذهبی مورمون‌ها که همجنس‌گراییش را آشکار نکرده است.
- وس رمزی، در نقش کریستین، پسر همجنس‌گرای خوشگذرانی اهل لس آنجلس.
- ربه‌کا جانسون، در نقش جولی تیلر، همخانهٔ کریستین.
- ژاکلین بیست، در نقش لیلا مونتین، صاحب رستورانی که کریستین و جولی در آن کار می‌کنند.
- آمبر بنسون، در نقش تریسی که از نیویورک به ال‌ای آمده است.
- جوزف گوردون لویت، در نقش الدر پل راید، او یک مبلغ مذهبی و همخانهٔ آرون است.
- راب مک‌الهنی، در نقش الدر هارمون، او هم یک مبلغ مذهبی است.
- مری کی پلیس، در نقش خواهر گلادیس دیویس، مادر شدیداً مذهبی آرون است.
- برایان پاتریک وید
- اریک پالادینو، در نقش کیث گریفین، یک مرد همجنس‌گرا که به ایدز مبتلاست.

## نمایش
نخستین نمایش فیلم در جشنواره فیلم‌های مرتبط با همجنس‌گرایی مردانه و زنانه فیلادلفیا در ۱۰ ژوئیهٔ ۲۰۰۳ انجام گرفت و در ۱۲ ماه پس از آن در چندین ایالت آمریکا منتشر شد. فیلم در تعداد کمی کشور دیگر هم منتشر شد و همچنین در تعدادی جشنوارهٔ مرتبط با همجنس‌گرایی نمایش یافت.
فروش آن ۸۳۴ هزار دلار بود که تقریباً نتوانست بودجهٔ ۸۵۰ هزار دلاریش را پوشش دهد.